# Église Saint-Candide de Picauville
L'église Saint-Candide de Picauville est un édifice catholique qui se dresse sur le territoire de la commune française de Picauville, dans le département de la Manche, en région Normandie. L'édifice est classé au titre des monuments historiques

## Localisation
L'église est située à l'est du bourg de Picauville, dans la région du Plain et le département français de la Manche.

## Historique
L'église « française » pourrait avoir été bâtie soit par Saint Louis qui en aurait été le patron, ou plus simplement par le seigneur de Picauville, Renaud de Marly, et ses maîtres d’œuvre.

## Description
L'église présente le plan couramment répandu du XIIIe au XIVe siècle : une nef de deux étages d'arcades et de baies, et des bas-côtés couvert d'un toit indépendant.
La nef, érigée vers 1250, longue de six travées délimitée par des piles cylindriques surmontées par des chapiteaux massifs, et avec ses large feuillage sur les corbeilles, ses colonnettes engagées terminées sur les tailloirs des piles par des bases moulurées, présente les caractéristiques de l'architecture de l'Île-de-France. Il faut noter que la terre de Picauville était à cette époque la possession du roi de France, Saint Louis, qui fit des dons, et qu'un de ses maîtres d’œuvres ait laisser son empreinte ici.
Le chœur et le transept sont dans le style normand. Les contreforts et les collatéraux sont coiffés de bâtières transversales. À la croisée du transept se dresse un clocher également de style normand et dont la flèche octogonale bâtie en retrait et percée de quadrilobes a été refaite au XVe siècle. Ses arêtes sont adoucies par un tore agrémenté de crochets. La tour carrée voit ses quatre faces occupées en partie sommitale par deux baies ogivales, et se termine par une balustrade ajourée avec dans les angles des clochetons. Au XVIe siècle, on a renforcé les contreforts et les arcs-boutants.

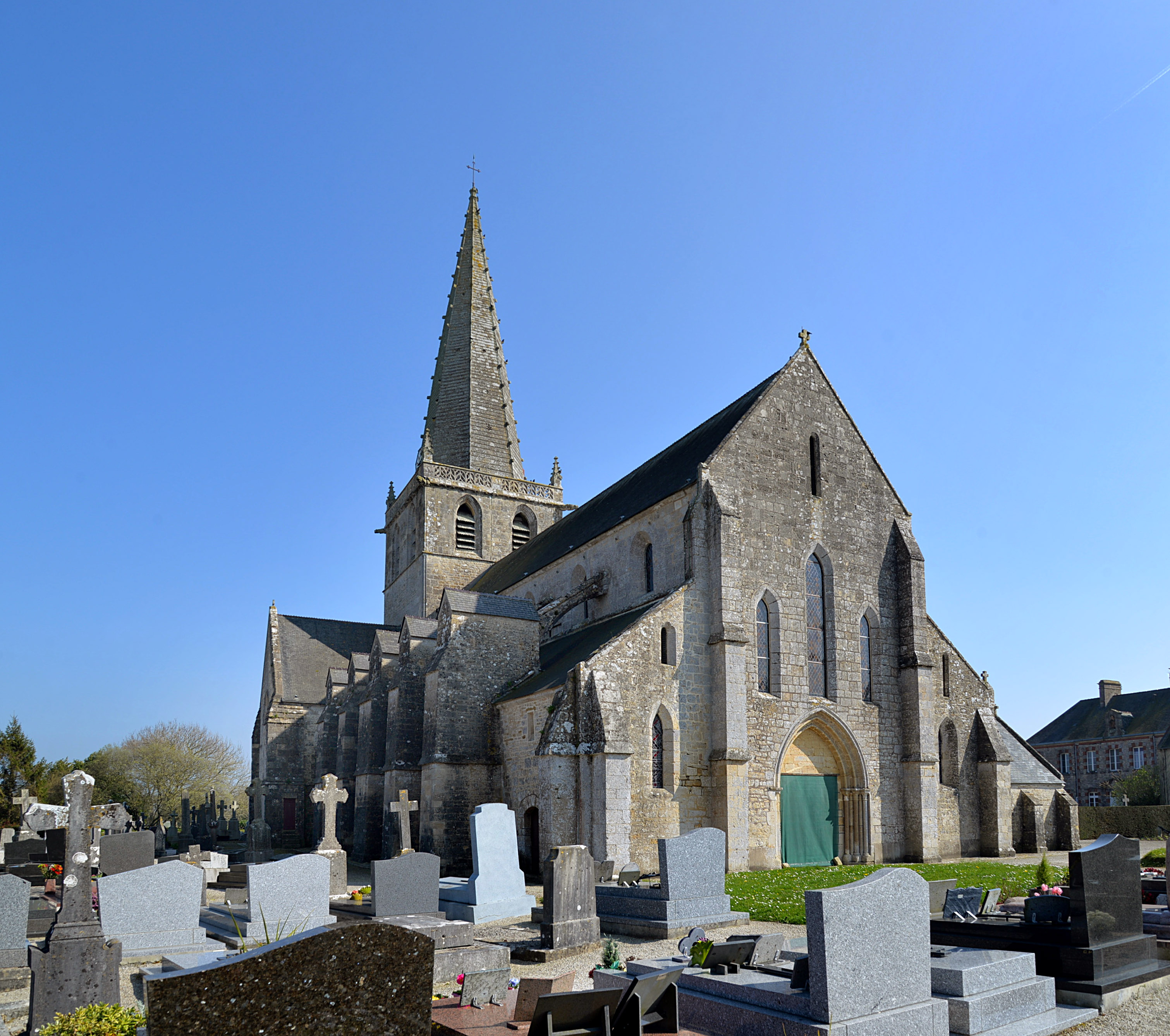
Vue nord-ouest.
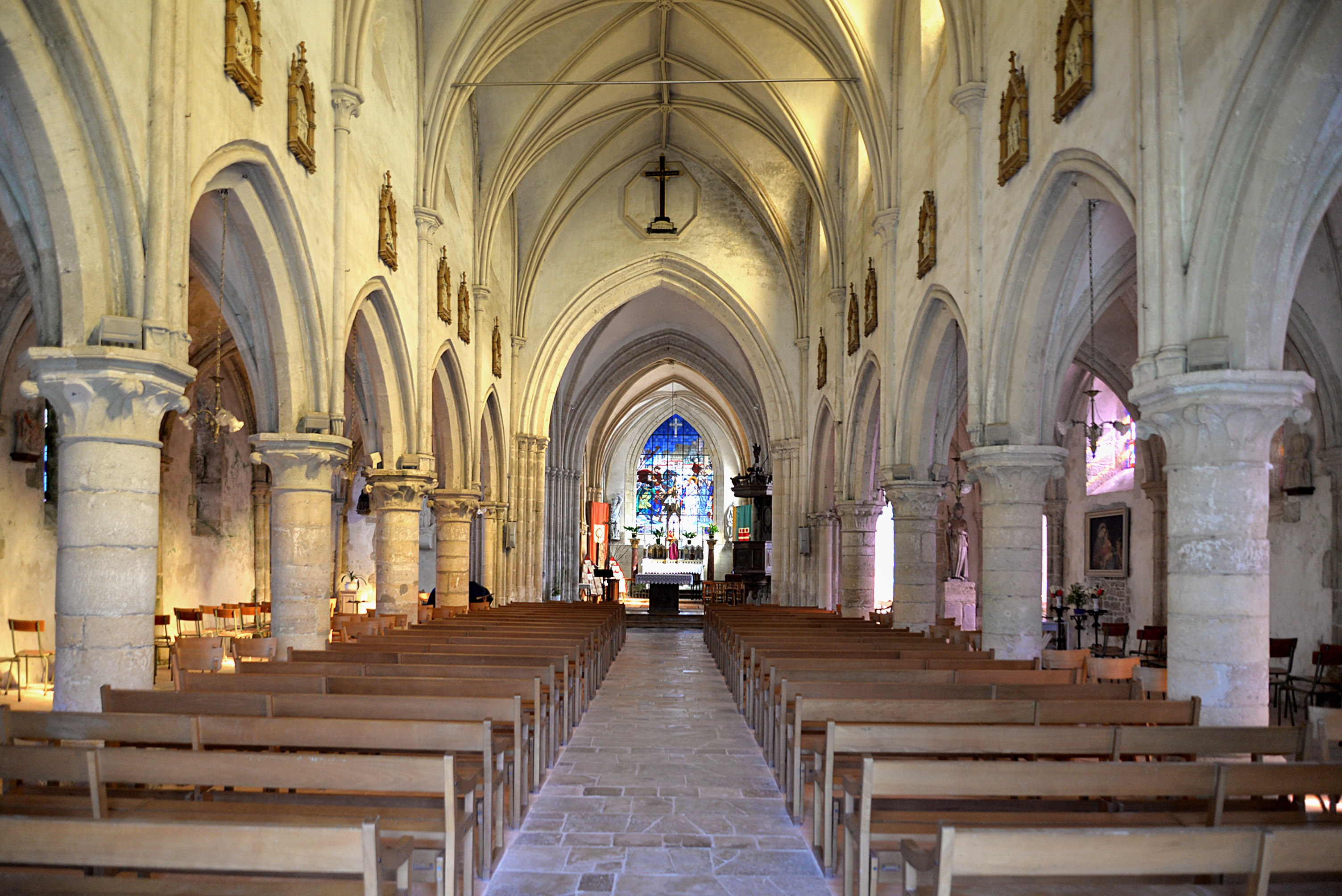
La nef.
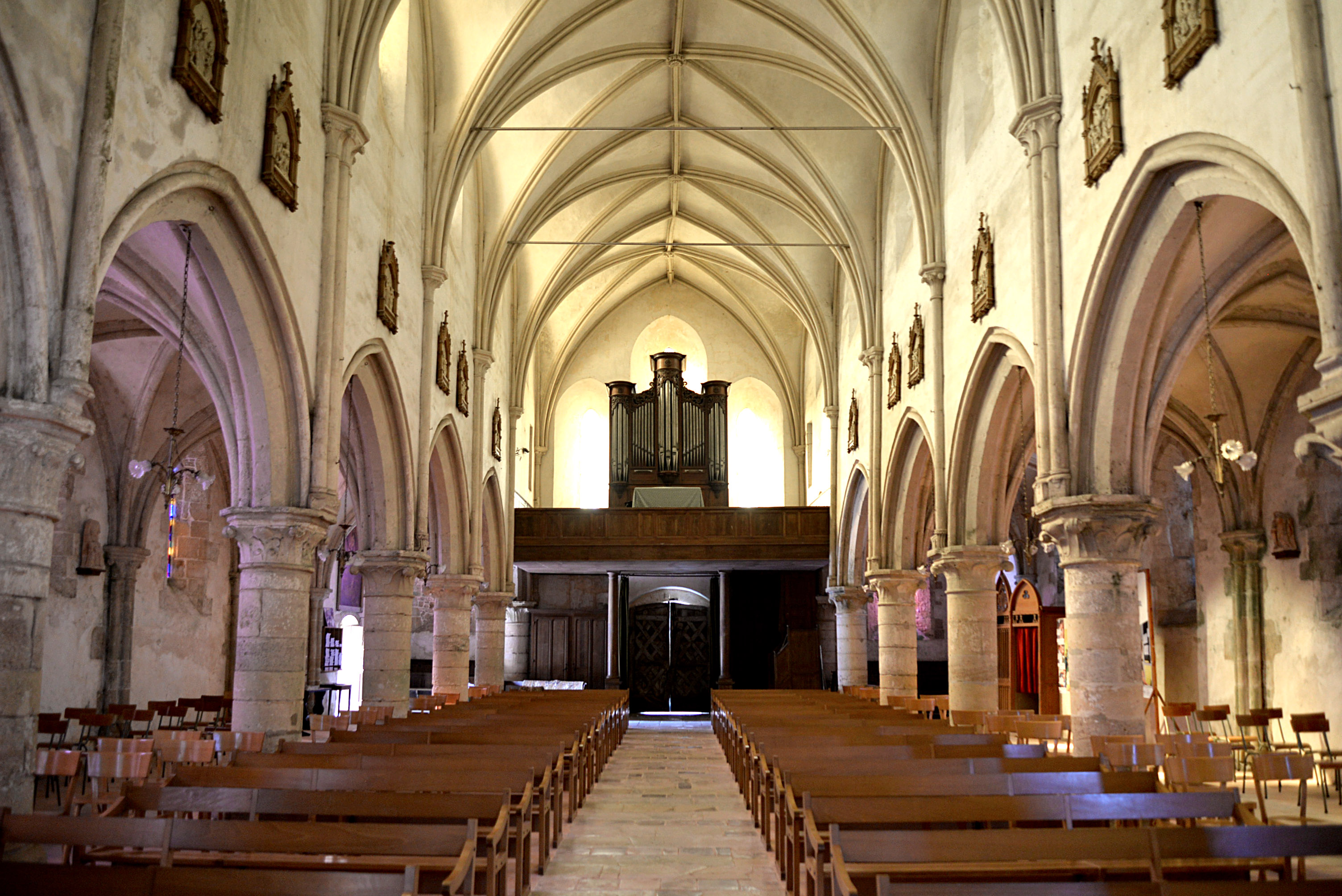
La nef vue depuis le chœur. Orgue Pierre Ménard (1863).
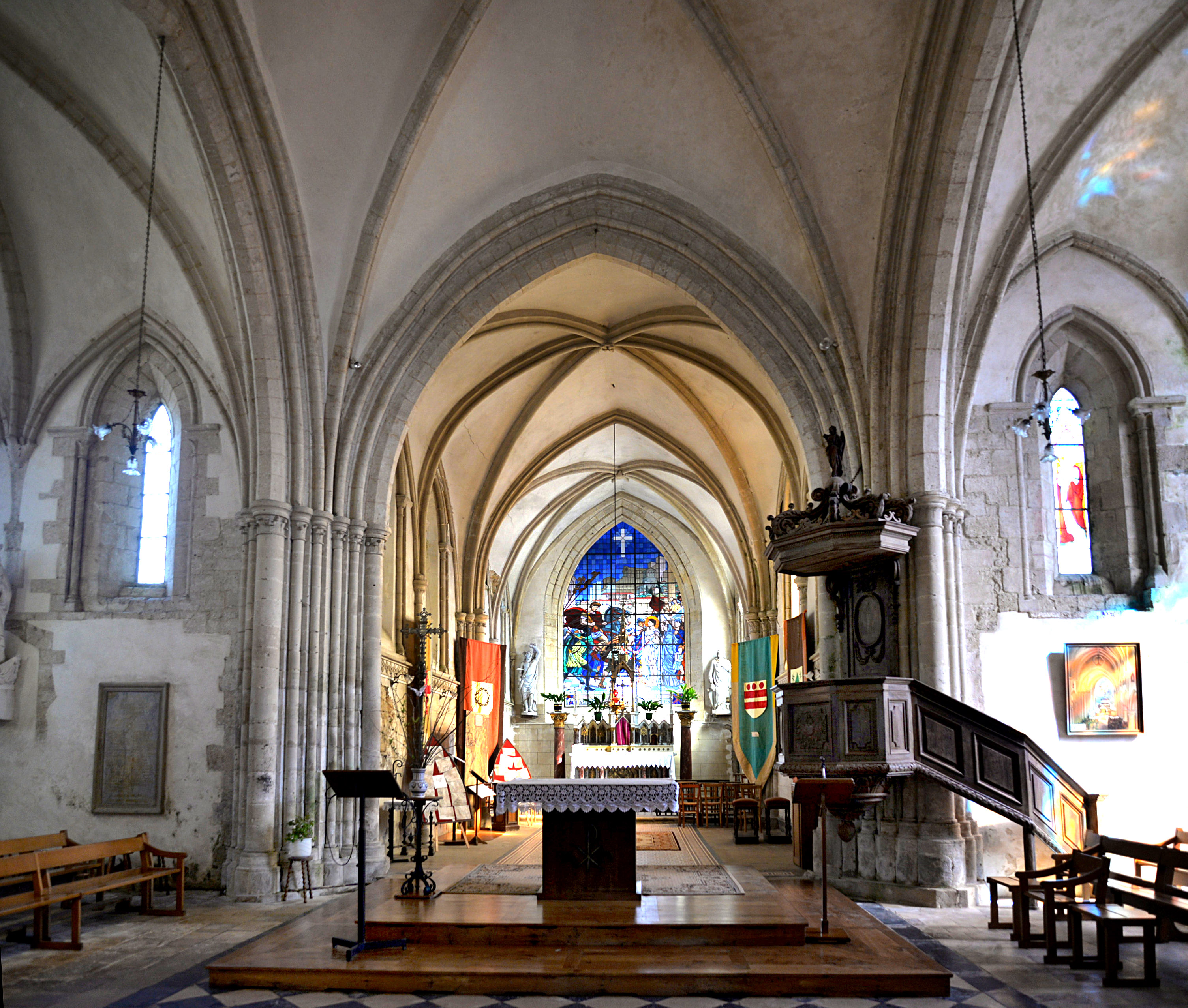
La croisée du transept.
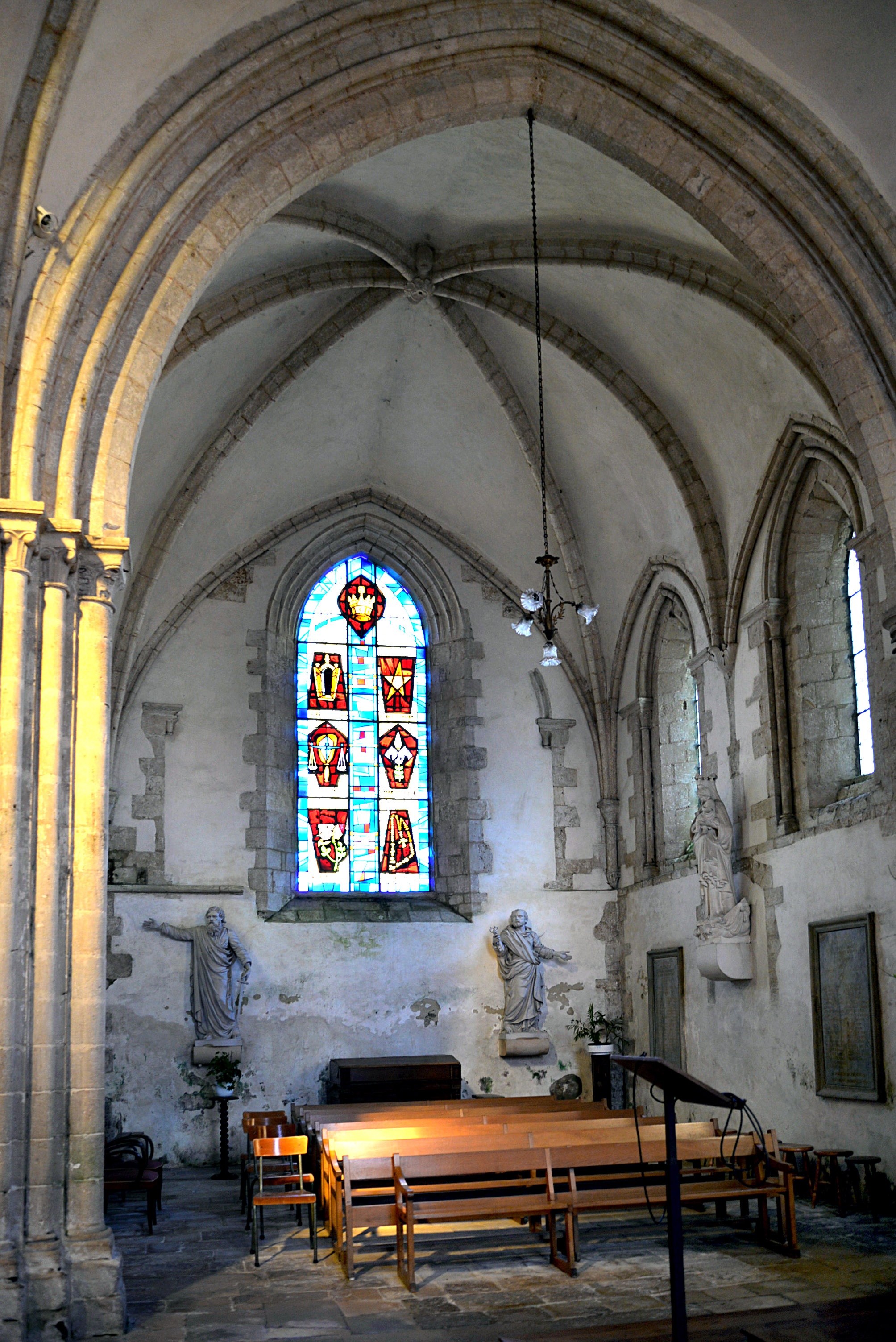
Le bras de transept nord.
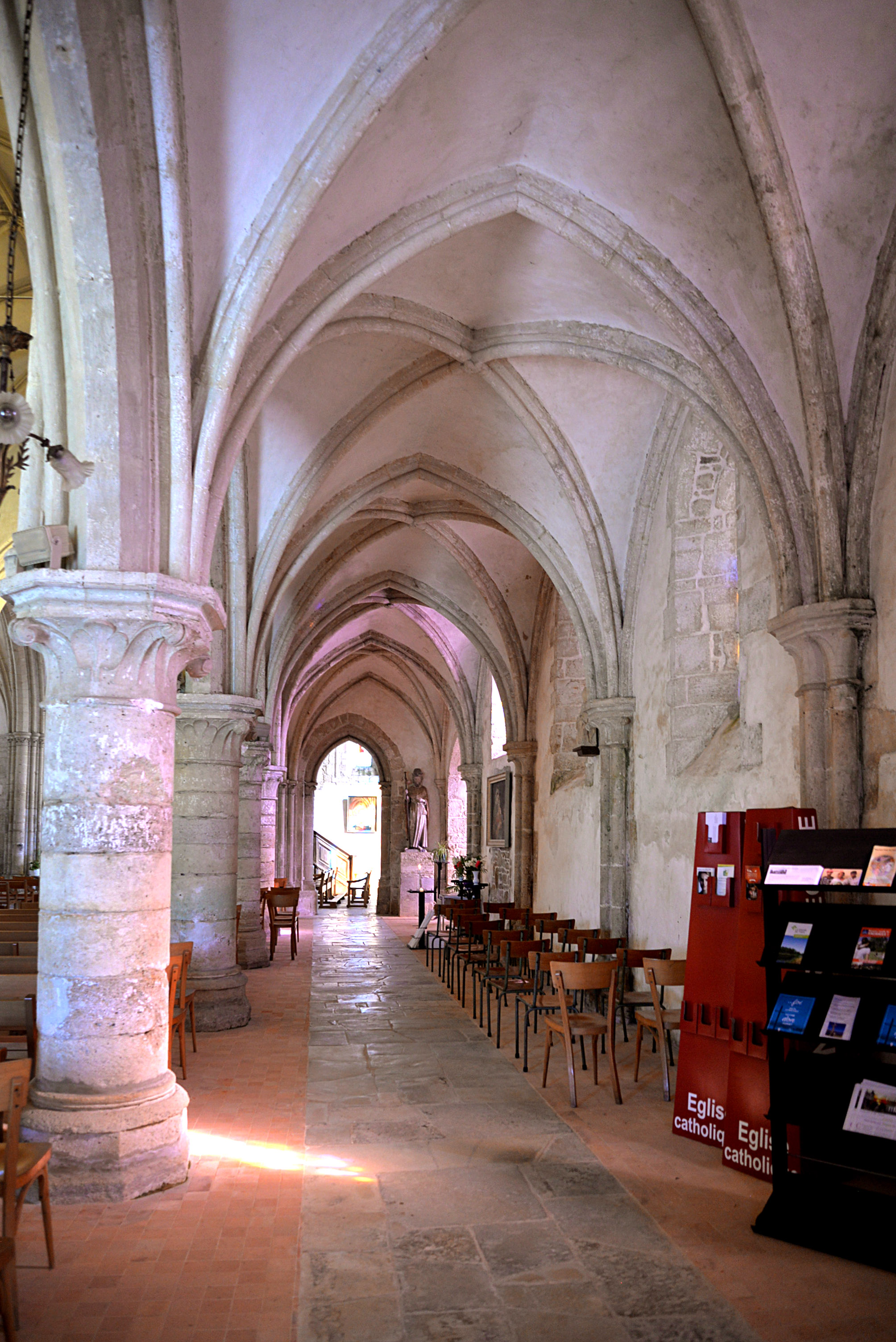
Le bas-côté sud.

## Protection
L'église est classée au titre des monuments historiques par arrêté du 10 février 1961.

## Mobilier
L'édifice abrite diverses pièces classées aux monuments historiques au titre objet dont : deux groupes sculptées, sainte Anne et la Vierge du XVe siècle, et sainte Anne (décapitée) et ses trois filles du XVe.